# Tlacotepec (Morelos)
Tlacotepec es una localidad del estado de Morelos, México. Pertenece al municipio de Zacualpan de Amilpas. Se encuentra a una altitud de 1750 m s. n. m., ubicado en el piedemonte del volcán Popocatépetl. Limita al norte con el municipio de Tetela del Volcán, al oeste con Yecapixtla y Ocuituco, al este con el estado de Puebla, y al sur con la cabecera municipal: Zacualpan de Amilpas. Presenta clima Semicálido con lluvias en verano y según el Censo de población y vivienda año 2010 del INEGI posee 5,388 habitantes, lo cual representa el 59% de la población total del municipio.

## Toponimia

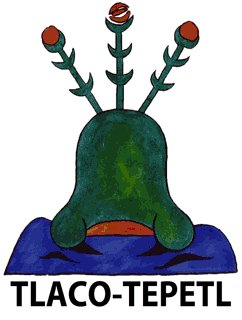
Glifo de Tlacotepec, que significa "Lugar entre cerros"

Tlacotepec es un vocablo que proviene del náhuatl y se compone de dos voces: Tlacotl (mitad, a la mitad o en medio) y tepetl (cerro) por lo que se traduce como: “Lugar entre cerros”

## Historia
En esta tierra se infiere pudieron transitar o darse lugar efímeros asentamientos de grupos olmecas dada la cercanía con la zona arqueológica Chalcatzingo que se le atribuye a ese grupo el cual tuvo su apogeo en el periodo preclásico medio y tardío; es decir, entre el año 1000 a. C. y el 200 de nuestra era. Posteriormente, ya en el siglo XIII, se asentaron dos tribus nahuatlacas en diferentes periodos. Los primeros fueron los xochimilcas y éstos desplazados por los tlahuicas quienes perduraron hasta la conquista española. En al menos dos puntos tuvieron locación asentamientos nahuatlacas, uno, se infiere, en el actual centro de la comunidad y otro más al norponiente del pueblo en el actual campo de Xoloxuchitl.
En la época colonial temprana (finales del siglo XVI) se inicia la construcción de la hacienda de Chicomocelo (siete jaguares) al sureste de Tlacotepec a manos de allegados a los conquistadores y a la corona española, se sabe que el primer administrador fue Francisco Rebolledo. Posteriormente tomarían control de la hacienda la orden religiosa de los jesuitas y fue bajo su mando que alcanzó su periodo de mayor auge y quienes construyeron la capilla y el bordo para almacenar agua. En esta hacienda se molía caña de azúcar principalmente y trigo ocasionalmente, además contaban con ganado de diversas especies. Hay datos que indican que indican que el final de un día tan gloriosa hacienda sucedió junto con la expulsión de sus administradores los jesuitas de la nueva España en el año de 1767. Un siglo después de su expulsión, es decir a finales del siglo XIX un texto ya relata que Chicomocelo estaba en ruinas. 
Por otra parte a principios del siglo XVII los agustinos se encargaron de construir la iglesia de estilo barroco del centro de la comunidad advocado a la Asunción de la Virgen, advocación que compartió con la capilla de Chicomocelo, de hecho, la tradición oral de la comunidad relata que la imagen principal de la Virgen y el retablo principal de estilo churrigueresco denominado “El paraíso” fueron traídos de Chicomocelo tras su abandono al templo del centro donde actualmente se encuentran.
La revolución mexicana se vivió con bastante fuerza y drama en Tlacotepec. Muchos de sus hombres se unieron a la causa zapatista lo que trajo represalias del gobierno a la comunidad, aun hoy se cuentan los relatos de los saqueos, robos, violaciones y demás intimidaciones que los grupos opositores a Emiliano Zapata llevaban a cabo.
Aun así Tlacotepec resistió los embates y siempre se mostró combativo, por ello “los federales” tomaron la decisión de colocar dos destacamentos militares dentro del pueblo, uno frente al panteón y otro más en las inmediaciones del “cerro gordo”. Y es este último destacamento víctima de uno de los episodios más sangrientos de la revolución en Morelos: un grupo de zapatistas de la comunidad decidieron tender una emboscada a los federales, para ello uno de los guerrilleros fue a atacar el destacamento en cuestión, haciendo salir a la mayoría de sus hombres en su búsqueda. El perseguido los condujo hasta el fondo de una barranca conocida como “los cajones” donde en lo alto esperaban los tiradores revolucionarios, dando muerte a todos o a la mayoría de los federales. Hasta pasada la mitad del siglo XX familiares de los fallecidos seguían yendo a colocar ofrendas florales en el puente “los cajones”.
Entre muertos y desplazados la revolución causó una disminución de habitantes en Tlacotepec constatado en el censo de 1921 que registra 772 personas, es decir 30 menos con respecto al censo de 1910 donde se contabilizaron 802 personas.
En los años posteriores a la revolución se inició un proceso de reconstrucción y modernización. Se construyeron bordos o jagüeyes para almacenar agua. La primaria Josefa Ortiz de Domínguez, que ya existía desde al menos la segunda mitad del siglo XIX instalada en un cuarto al lado de la iglesia (galera), paso a ocupar los portales o arcos, construcción que se encontraba entre la plaza cívica y la iglesia, para después trasladarse a su ubicación actual a mediados de la década de los 60. La telesecundaria fue fundada a finales de la década de los 60 por iniciativa del profesor Jesús Barreto y Molina. 
En la década de los 50´s se construyó un jacalón en la parte norte de la plaza cívica que sirvió durante décadas para realizar una gran variedad de eventos y reuniones hasta su demolición en el año 2013.
En 1977 el médico José Natividad González Tlacotla con la colaboración de un grupo de amigos  se dan a la tarea de organizar la primera feria de Tlacotepec, además de seguir al frente de su organización los años posteriores hasta que se cedió la organización a los actuales administradores de la feria: el comité de las fiestas patronales.
En 1997 el C. Ofelio Barreto Canizal, logró acceder a la presidencia municipal por primera vez para un tlacotepense, ya que a pesar de ser la localidad más poblada del municipio estaba vetada de ese derecho político. Después de un intenso y problemático trienio en el año 2000 representantes de ambas comunidades se reunieron para redactar un convenio en el que se estipuló la alternancia del origen del presidente municipal, vigente hasta la fecha.
En el año 2005 se funda el colegio de bachilleres EMSAD 06
En el año 2014 se inaugura la remodelación de la plaza cívica.

## Fisiografía

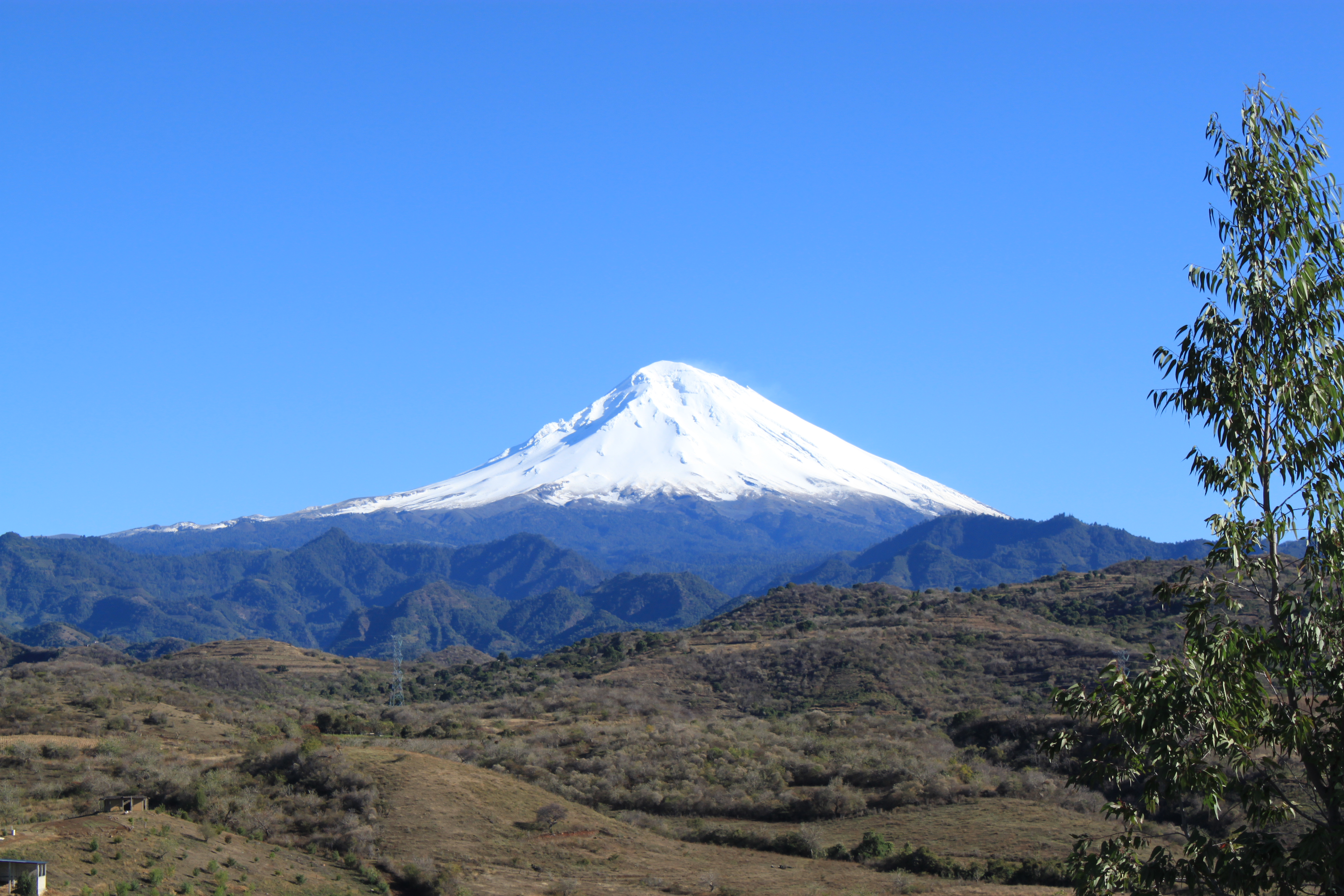
Popocatépetl visto desde el "Cerro Gordo"

Prácticamente todo el norte, centro y oriente del territorio está dominada por pequeños lomeríos, siendo los cerros: Picacho, de la Cal y Gordo las elevaciones más importantes, al sur y al oeste domina un paisaje de llanura cubierto en su totalidad por campos de cultivo. Ambos paisajes se ven interrumpidos frecuentemente por barrancas y arroyuelos. La barranca del río Amatzinac divide la zona poblada en 2 partes; las barrancas conocidas como “La Ardilla” y “Los Cajones” transcurren al poniente y oriente de la comunidad respectivamente. La totalidad de Tlacotepec –como del estado- pertenece a la cuenca del río Balsas.
La geología del terreno está compuesta de material sedimentario originado por lahares  (Grandes flujos de lodo, cenizas y rocas que descienden de los volcanes durante o después de una erupción) provenientes del Popocatépetl.

## Clima, Flora y Fauna
El clima es clasificado como Semicálido subhúmedo con lluvias en verano. La temperatura promedio anual es de 20.0 °C, en tanto que el promedio de precipitación anual es de 1’000.1 mm. El número promedio de días con lluvia es de 100.5 Estos datos se han recabado en la estación climatológica dependiente del servicio meteorológico nacional que se encuentra establecida en la comunidad.
Tlacotepec se encuentra justo en la franja de transición del tipo de vegetación, entre la selva baja caducifolia al sur y el bosque al norte.
Las especies vegetales más notables son: nogales, fresnos, ahuehuetes, cafetos, guayabos, durazneros, zapotes, aguacatales, huajes, cazahuates, guamuchiles, membrillos, limoneros, naranjos, limeros, ciruelos, tabachines, pochotes, amates, huizaches, encinos, mezquites, los peculiares cajinocuiles o jinicuiles.
La Fauna más notable está constituida por: Zorros, Coyotes, Tlacuaches, Conejos, Serpientes, Armadillos, Tejones, Murciélagos, Iguanas, Hurones, colibríes, zopilotes, tuzas, tecolotes, entre otros.

## Riesgos naturales y contaminación
El riesgo natural más evidente se trata del volcán Popocatépetl. Debido a que la comunidad se encuentra a 25 km del cráter del volcán, en el mapa de peligros del Popocatépetl elaborado por el Instituto de Geofísica de la UNAM y el CENAPRED, Tlacotepec es colocado en el nivel 2 de peligro (peligro moderado) que advierte de estos fenómenos: “flujos de material volcánico a altas temperaturas que descienden del volcán a velocidades extremadamente altas (100 – 400 km/h) y flujos de lodo y rocas que se mueven siguiendo los cauces existentes a velocidades menores (< 100 km/h).” La frecuencia con que ocurren eventos volcánicos que afectan a esta área es de 10 veces cada 15’000 años en promedio.
Por otro lado Tlacotepec enfrenta varios problemas ambientales, siendo los principales: La deforestación, que en los últimos años se ha acrecentado debido al crecimiento de la mancha urbana; así áreas cubiertas de vegetación han dado paso a invernaderos, tierras de cultivo o pastoreo y a casas habitación, lo cual a su vez ocasiona una menor retención de humedad en el subsuelo provocando escasez de agua. La contaminación del agua y suelo es otro problema ambiental, principalmente provocado por residuos sólidos irresponsablemente vertidos en barrancas y arroyuelos, además del mal manejo de los residuos de insumos agrícolas tóxicos.

## Población
El censo de población y vivienda del año 2010 elaborado por el INEGI registró una población total de 5’388 habitantes de los cuales 49.2 % son hombres (2’651) y 50.8 % son mujeres (2’737)
La población hablante de la lengua náhuatl se ha ido perdiendo hasta el punto de que en la actualidad solo quedan unas muy pocas personas bilingües náhuatl – español y ninguna que el náhuatl sea su única lengua.
Tlacotepec se divide en 6 colonias, a saber: Ampliación Mariano Escobedo, Centro, Cerro de la Era, Emiliano Zapata, Mariano Escobedo y Panteón.

### Religión
La religión más numerosa es la católica, aunque en los últimos años han crecido considerablemente otras religiones cristianas como lo son: Testigos de Jehová, Pentecostales, Evangélicos, La luz del mundo, entre otras. Cada una cuenta con su templo.

### Migración
A mediados de la década de 1980 inició un fuerte proceso de emigración, principalmente hombres jóvenes empezaron a migrar hacia los Estados Unidos, buscando mejorar su ingreso económico. Sus principales destinos: Los Ángeles, Nueva York, Baltimore, Nueva Jersey, entre otros, donde ahora se cuentan por centenas.

## Economía

### Actividades Primarias

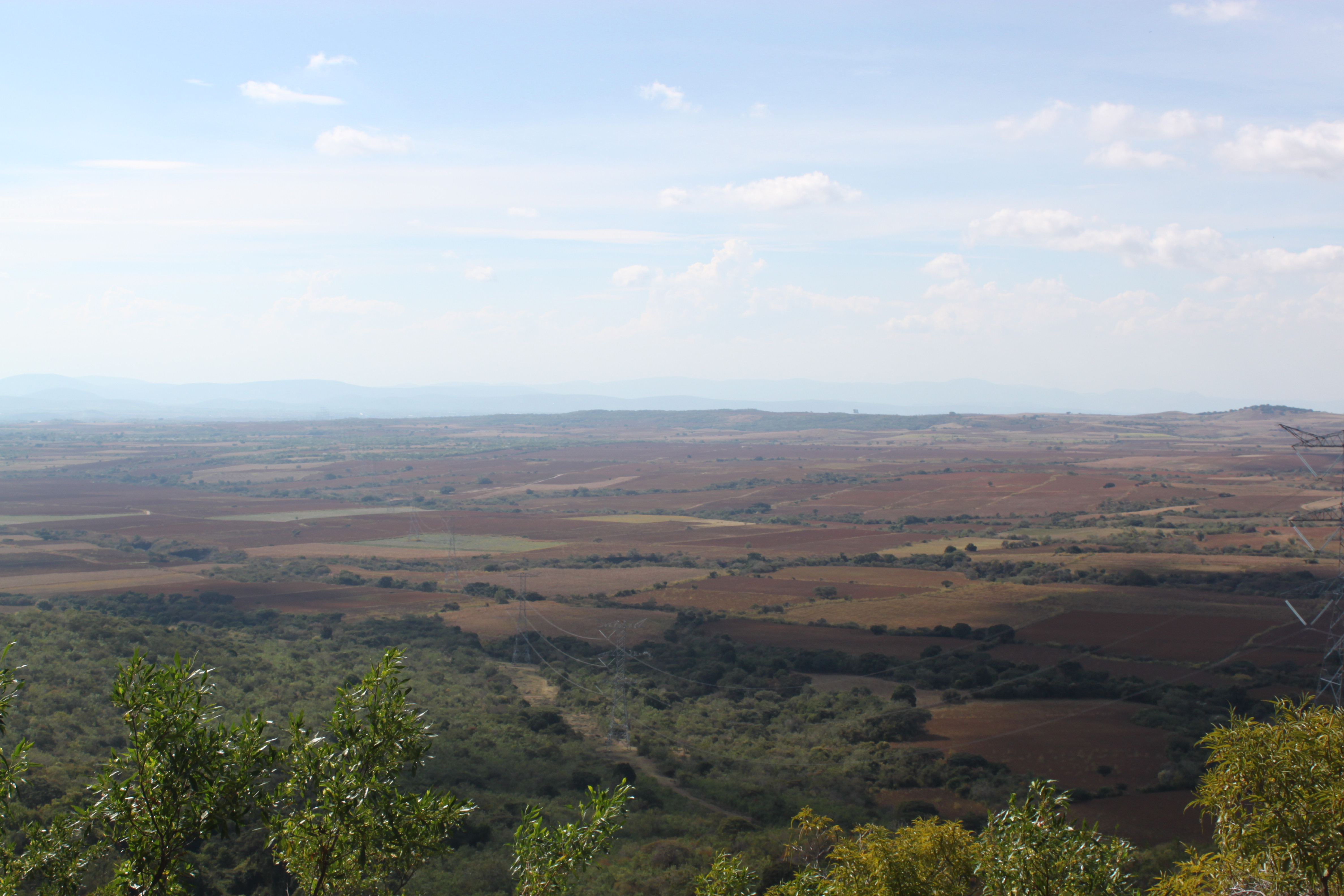
Campos de sorgo y líneas de alta tensión.

Estas actividades son la principal ocupación de la comunidad. En el cultivo a campo abierto domina la siembra de sorgo, que ocupa casi la totalidad de las hectáreas disponibles, en segundo orden se siembra maíz y frijol. Además existen huertos de árboles frutales, principalmente durazno, aguacate y café.
En los últimos años han tenido un desarrollo exponencial los cultivos protegidos o invernaderos en los cuales se produce mayoritariamente jitomate, aunque también se ha cosechado pepino y chile en menor cantidad.

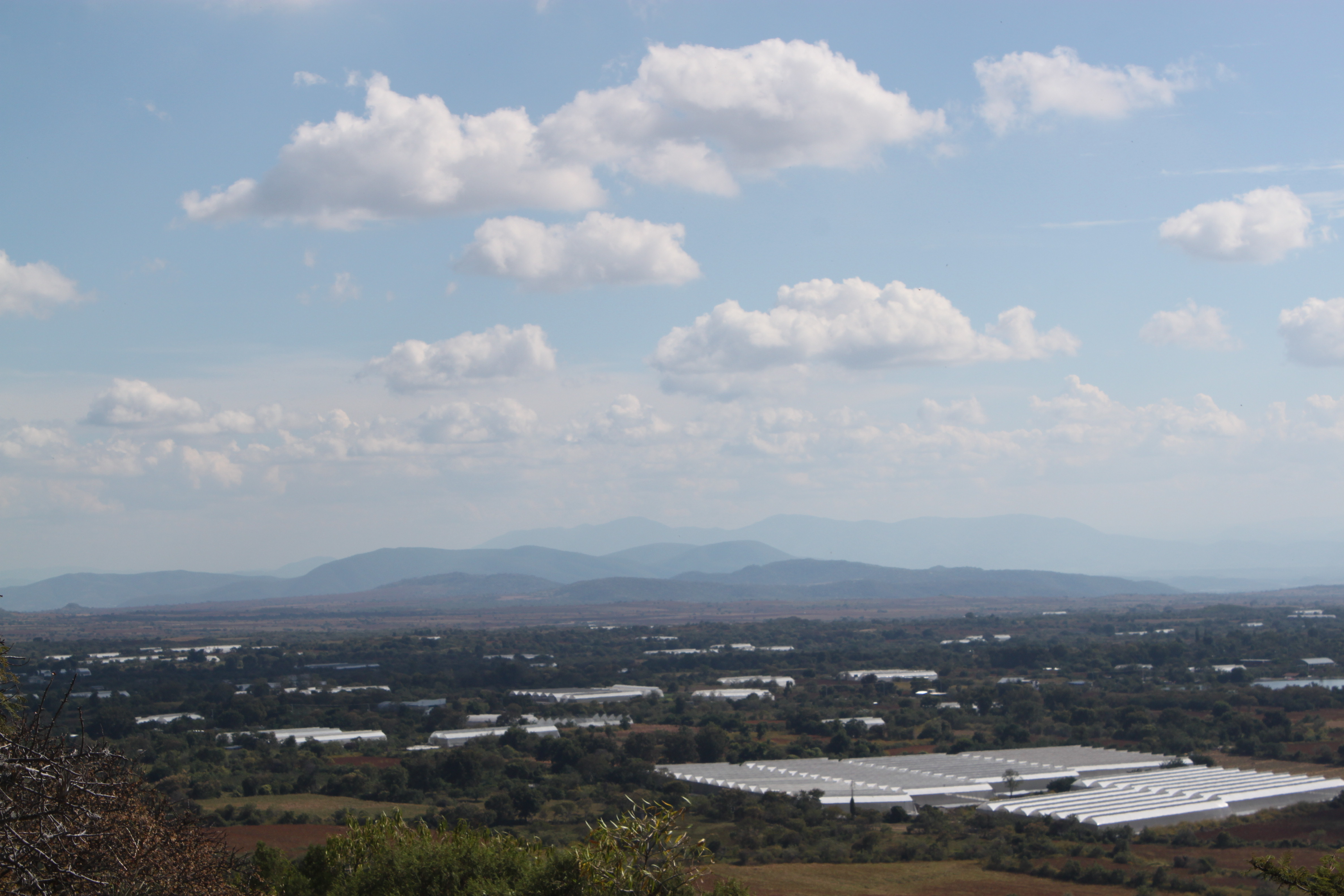
Proliferación de invernaderos.

Se cuenta con ganado bovino y porcino principalmente. Ovino, caprino y avícola en menor proporción. Cuenta Tlacotepec con una granja porcina intensiva. La apicultura se realiza en menor escala, al igual que la pesca que se practica en las presas existentes, extrayendo mojarra y carpa.

### Actividades Secundarias
No son practicadas de manera significativa. Pequeños talleres domésticos de carpintería, herrería y costura representan este rubro.

### Actividades terciarias
Cada vez ocupa un mayor sector de la población estas actividades, los servicios y el comercio de distinta índole se ha multiplicado en los últimos años, a la par de un también gran incremento de personas que ejercen su instrucción técnica y superior.  
Es de destacar también el aporte de divisas que envían los migrantes residentes en Estados Unidos, las cuales han apoyado en mucho la economía de la comunidad.

## Infraestructura y Servicios Públicos
El pueblo cuenta con: 
Educación
- 3 Escuelas de nivel preescolar.
- 5 Escuelas primarias.
- 2 Escuelas secundarias.
- 1 Bachillerato.

Otros
- 2 Presas
- 5 Bordos o jagüeyes
- 1 planta tratadora de aguas residuales
- 1 mercado
- 1 biblioteca pública
- 1 auditorio municipal
- 2 plazas de toros
- 3 canchas de fútbol
- 1 cancha de baloncesto
- 1 parque
- 1 Panteón
- 1 centro de salud
- 1 unidad básica de rehabilitación

Casi la totalidad del pueblo cuenta con servicio de agua potable, drenaje e iluminación pública. El servicio de seguridad está a cargo de la policía municipal.
Existe servicio de telefonía fija, internet, televisión satelital, una compañía de televisión por cable, y cobertura de las principales compañías de telefonía celular.

## Política
Tlacotepec pertenece al XVII distrito electoral local y al V Distrito Electoral Federal de Morelos.
Entre Tlacotepec y Zacualpan de Amilpas (únicos dos pueblos que conforman el municipio) existe un convenio de alternancia del lugar de origen del presidente municipal, que dicta que el edil será de origen tlacotepense un periodo constitucional (3 años) y al siguiente será de origen zacualpense, alternándose indefinidamente.

## Fiestas, Tradiciones y Turismo

### Feria patronal del 15 de agosto
Del 1 al 15 de agosto se lleva a cabo la feria de Tlacotepec en honor a la Virgen de la Asunción. Concurrida feria en la que se despliegan actividades culturales, artísticas, religiosas y de ocio. Se presentan, además de los eventos religiosos, espectáculos de música, danza, teatro, performances, comediantes, bailes, jaripeos, carreras de caballos, fuegos pirotécnicos, eventos deportivos, entre otros.
El día principal es el 15 de agosto: Apenas el reloj marca las 0:00 horas dan comienzo las tradicionales mañanitas dentro del templo: diversos conjuntos y coros de adultos, jóvenes y niños recitan cantos en honor de la Virgen de la Asunción toda la madrugada. Al amanecer se colocan arcos decorativos y demás arreglos florales en la iglesia al compás de música de banda. Al mediodía tiene lugar la misa principal llevada a cabo en el atrio; cuando ésta concluye se liberan al aire globos y una avioneta o helicóptero surca el cielo lanzando pétalos de rosas en un muy vistoso espectáculo. Es costumbre que cada hogar prepare una comida a todos sus invitados, principalmente se cocina el tradicional mole de Tlacotepec, o bien, pipián, acompañados de tamales de frijol y tetes. Toda la tarde la música vuelve a ser protagonista con diversidad de bandas, mariachi y otras actividades. Antes de caer la noche se realiza la tradicional rifa de un automóvil, entre otros premios. Llega la noche y con ella se inicia la quema de los fuegos pirotécnicos, castillos, bombas y espectáculo piromusical. Para concluir el día se realiza el tradicional baile de feria con reconocidas bandas y conjuntos.

### Otras celebraciones
El 2 de febrero es la segunda celebración más importante del año. Se celebra a la Virgen de La Candelaria con música de banda, fuegos pirotécnicos, procesión y chinelos.  Otras festividades religiosas con iguales actividades aunque en menor escala son:
- 15 de mayo, San Isidro Labrador
- 8 de septiembre, Natividad de la Virgen
- 29 de septiembre, San Miguel Arcángel
- 12 de diciembre, Virgen de Guadalupe

### El Chinelo y los Huehuenchis
En Tlacotepec, como en todo Morelos, “el brinco del chinelo” es muy común en las fiestas. Se trata de una danza tradicional morelense, que al ritmo de un son de banda homónimo es bailado de una manera peculiar, portando también una vestimenta propia del chinelo.
Los huehuenchis, mejor conocidos en otros lugares como huehuenches, es una danza surgida en carnavales donde se hacía sátira de las personas acaudaladas. En Tlacotepec esta danza se realiza con personas vestidos de mujer que bailan al compás de música tropical.

### Jaripeo
Tradicional evento propio del sur de la república mexicana. Consiste en la monta de un toro que al salir de su cajón comienza a reparar, y el cometido del montador es resistir esos movimientos para no caer, todo esto acompañado de algún son de banda o conjunto. Se celebran estos eventos con frecuencia a lo largo del año.

### Gastronomía
Es tradición de esta comunidad la elaboración del Pan, comúnmente conocido en los mercados aledaños como “Pan de Tlacotepec”, recientemente se le ha dado el nombre de Pan artesanal y desde sus principios se le conoce como “Pan Casero”. Aún se conserva la tradición en su elaboración, el uso de hornos hechos a mano donde el principal material es el Adobe; también es utilizado en su base pumita, arena de río, sal entera de mar y Baldosa elaboradas con barro cocido.
El Pan se cose a base de leña que se recolecta en la misma localidad siendo de ramas secas y árboles muertos, y de esta manera se le da en su elaboración su peculiar sabor, que es comúnmente reconocido por los paladares de los compradores.
Se elaboran panes de diferentes sabores como son: dulce, sal y trigo. Recientemente se han incorporado nuevos sabores como nuez, guayaba, canela y de Pasa.
Otra faceta gastronómica bien conocida de Tlacotepec es el mole, un potaje elaborado con una gran variedad de ingredientes. Si bien el mole es un platillo bien conocido en todo el país, en Tlacotepec se realiza de una manera única, que consecuentemente le hace tener un sabor característico muy apreciado por propios y visitantes.
En las huertas que aún se conservan se encuentran cafetales de los que se cosecha el grano y se procesa para hacer la sabrosa bebida de café local. Complementan la gastronomía tradicional diversos animales y vegetales como chapulines, cuetlas, iguanas, verdolagas, quintonil, alaches, jinicuiles entre otros.

### Iglesia de Nuestra Señora de La Asunción

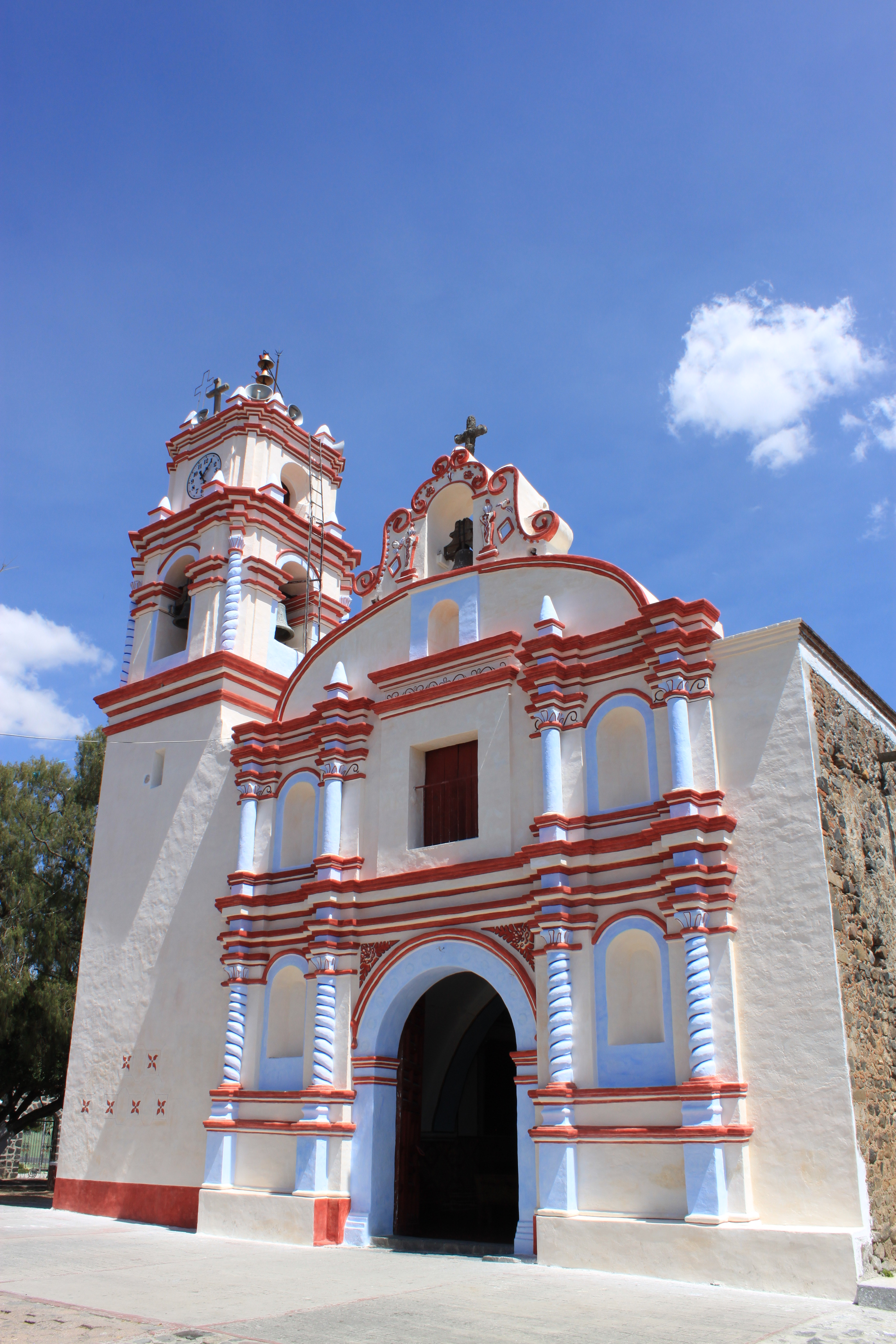
Iglesia de Nuestra Señora de la Asunción

La iglesia católica del pueblo ubicada en el centro de la comunidad es dedicada a la Virgen de la Asunción. En un monumento con cruz que se encuentra en el atrio está inscrita la fecha de 1639, aunque no se sabe con certeza si se refiere a la fecha de inicio o conclusión de la construcción del templo, lo más probable es que sea de su finalización. Fue erigida por la orden religiosa de los franciscanos. La iglesia cuenta con preciados cuadros religiosos que datan de la época colonial, además de un encantador retablo principal denominado "El Paraíso".

### Hacienda de Chicomocelo

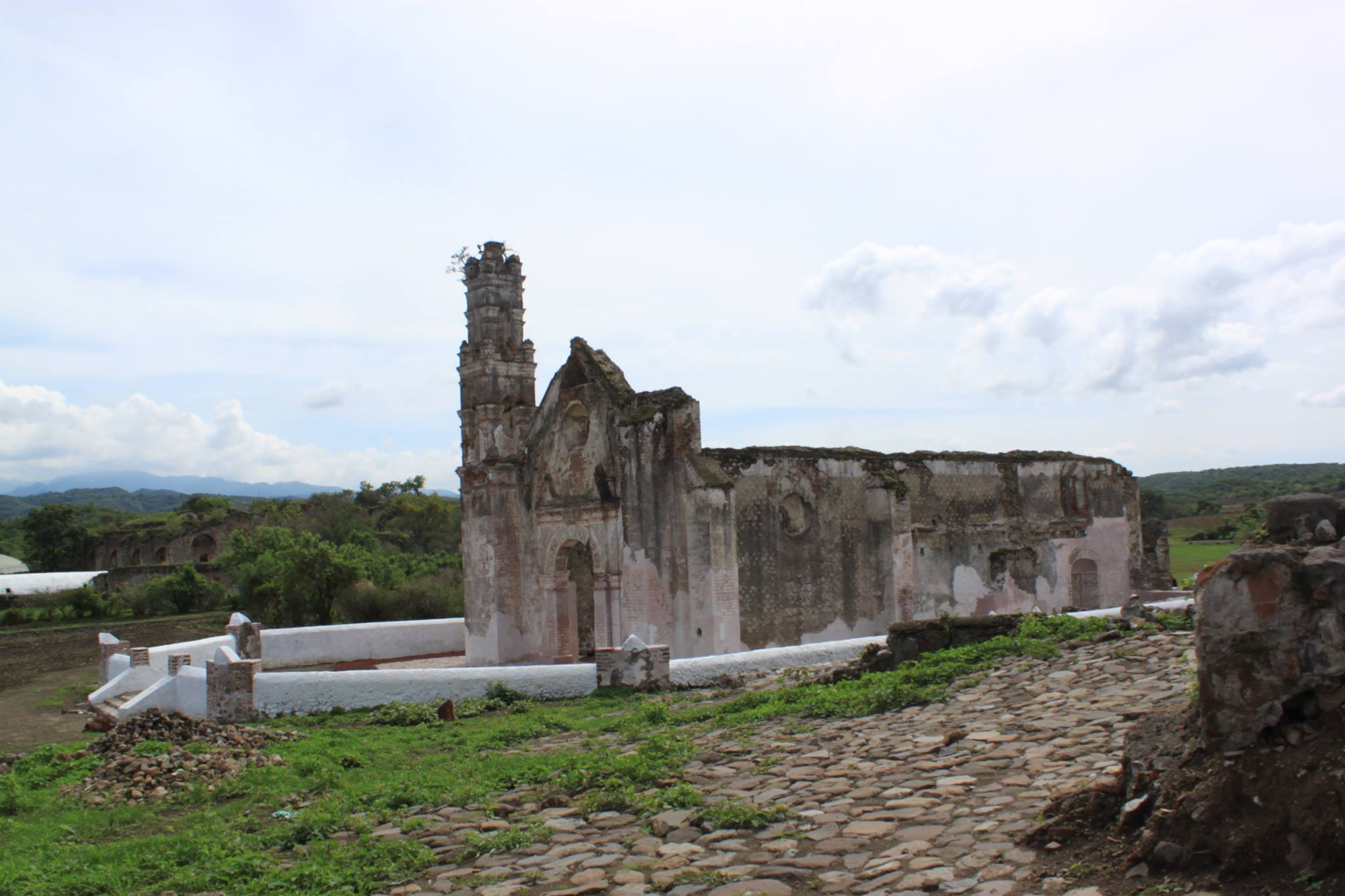
Iglesia de la ex-hacienda Chicomocelo

Chicomocelo que significa siete ocelotes o donde juegan los ocelotes, fue una hacienda que procesaba caña de azúcar y trigo desde el siglo XVI. Fue administrada la mayor parte de tiempo por la orden religiosa de los jesuitas de una manera bastante metódica y exitosa lo que trajo bonanza a la hacienda de Chicomocelo, la cual decayó a la expulsión de los jesuitas de la Nueva España en el año de 1767. 
En la hacienda ahora en proceso de restauración se pueden observar distintos edificios que componían el complejo, tales como bóvedas, grandes habitaciones y explanadas, canales y acueductos con caídas de agua, además de una iglesia, que aunque con el techo colapsado, ha conservado detalles importantes de su estructura incluyendo las escaleras que conducen al campanario.
Actualmente es el principal atractivo turístico de Tlacotepec, además de la feria de agosto. El paisaje campirano, los restos de la hacienda colonial y la presencia de una represa justo al lado de la iglesia donde llegan garzas y habitan tortugas, hacen que este lugar sea frecuentemente visitado por turismo nacional e internacional.

### Museo Comunitario Xoloxuchitl
El museo ubicado en el centro de la comunidad resguarda una colección de objetos encontrados en la comunidad, vasijas y figurillas prehispánicas, diversos artefactos coloniales y del siglo XIX y XX.